# L'esercizio del potere
L'esercizio del potere (Eminent Domain) è un film del 1990 diretto da John Irvin.
Il film è una co-produzione franco-canadese-israeliana.
Il film, dal sapore kafkiano, si dice sia stato ispirato a una vicenda reale, occorsa al padre di Andrzej Krakowski, sceneggiatore del film (il padre durante il regime comunista fu un politico di alto livello, capo dell'ente del turismo, prigioniero politico e successivamente direttore della società cinematografica governativa Kamera).

## Trama
1979, nella Polonia comunista. Jozef Burski è un importante componente del Politburo che vive una vita di piccoli agi assicurati dal suo rango politico all'interno della nomenklatura. Un giorno però si trova a essere escluso da tutto: viene sollevato dai suoi incarichi senza spiegazione e sottoposto a stretta sorveglianza. Burski si ritrova ridotto dal partito allo stato di non-persona: perde i riferimenti di un'intera vita e quando si rivolge ai suoi amici per un supporto morale questi ultimi gli voltano le spalle. Quel che è peggio, non riesce a capire la ragione della sua caduta in disgrazia.
Gli effetti peggiori della situazione si riverberano però sulla figlia, Ewa, e sulla moglie, Mira. La figlia quindicenne è destinata ad andare in un istituto svizzero. Convinti che almeno lei sia al sicuro, i genitori inscenano a beneficio dell'apparato di sorveglianza un allontanamento per gelosia, nella speranza di escludere anche Mira dalle rappresaglie del sistema. Ma Ewa viene riportata a casa con un sotterfugio. Non riuscendo con la figlia a dissimulare del tutto le tensioni familiari dovute alla situazione, Ewa in preda al panico scappa finendo investita da una macchina e muore. Mira reagisce alla terribile circostanza con un crollo emotivo e viene ricoverata in un ospedale psichiatrico.
Ma all'improvviso Burski viene riabilitato: tutto ciò che gli è capitato è stata una prova per testare la sua lealtà alla vigilia di un'importante promozione a Ministro dell'Interno e Vice-Presidente.
Burski finge di accettare serenamente il suo reintegro nei ranghi della vita politica, ma segretamente libera dal carcere politico l'amico che lo ha aiutato prima del reintegro, si procura dei visti per l'espatrio e grazie a uno stratagemma fugge in traghetto con la moglie e l'amico in Finlandia.

## Produzione
Il film è stato girato in Polonia a Danzica e Varsavia. Le automobili in uso ai dirigenti del politburo sono di origine francese, Citroën e Peugeot. L'elicottero nelle scene finali del film è un Mil Mi-2.